# Xylomya mlokosiewczi
Xylomya mlokosiewczi är en tvåvingeart som först beskrevs av Pleske 1925.  Xylomya mlokosiewczi ingår i släktet Xylomya och familjen lövträdsflugor. Inga underarter finns listade i Catalogue of Life.